# Truncilla
Truncilla је род слатководних шкољки, мекушаци из породице Unionidae.

## Врсте
Врсте у оквиру рода Truncilla:
- Truncilla cognata (Lea, 1860) – Mexican fawnsfoot
- Truncilla donaciformis (Lea, 1828) – fawnsfoot
- Truncilla macrodon (Lea, 1859) – Texas fawnsfoot
- Truncilla truncata Rafinesque, 1820 – deertoe

## Синоними
- Amygdalonaias Crosse & Fischer, 1894